# Arcs de triomphe (Novotcherkassk)
Les arcs de triomphe de Novotcherkassk sont deux monuments construits dans le style du classicisme russe et situés au nord et au sud-ouest de la ville. Érigés en 1817, ils commémorent la victoire russe lors de la guerre patriotique de 1812 contre Napoléon Ier.

## Historique
En prévision de la visite de l’empereur Alexandre Ier en 1817 l’ataman Matveï Platov souhaite construire un arc de triomphe. Les plans de voyages de l’empereur n'étant pas connus il fut décidé d’ériger deux arcs identiques : l'un au nord sur la route de Moscou, l'autre au sud-ouest sur la vieille route de Rostov-sur-le-Don.
Durant la période soviétique les arcs furent laissés à l’abandon, et les ornements en bronze démontés pour être refondus.
Au cours des années 2000 une restauration des arcs eut lieu à partir de plans et de photographies historiques.

## Description
Les deux arcs identiques sont dans le style du classicisme tardif. Douze colonnes doriques encadrent l’arc et soutiennent la corniche, au-dessus de laquelle chaque une sphère blanche se situe dans l’axe de chaque colonne. Le tout est couronné d’un attique.
L’arc du nord est orné de trophées en bronze représentant l’armement cosaque de l’époque (lances, étendards, sabres, boucliers, canons et boulets). Son attique est décoré d’une citation : « Объемлемы восторгомъ, радостью сердца, / Спѣшатъ во срѣтенье монарха и отца, / Се Александръ днесь ту же благость намъ явилъ, / Чѣмъ въ первый разъ Великій Петръ насъ озарилъ »
Les arcs sont de couleurs jaunes, les éléments décoratifs sont rehaussés de blanc.
Les monuments de Novotcherkassk ont inspiré Vassili Stassov, auteur de l’Arc de triomphe de Narva (1833) à Saint-Pétersbourg.

## Galerie
|          |
| Arc nord |

|                                     |
| Arc sud-ouest (début du XXe siècle) |